# Ulla Puolanne
Ulla Kaija Puolanne (Lahti, 28 de junio de 1931 – Lahti, 26 de septiembre de 2015) fue una política finlandesa que ejerció el cargo de viceministra de Ministerio de Finanzas de 1987 a 1991. Puolanne se graduó en la Escuela de Economía de Helsinki en y posteriormente, trabajaría en finanzas de una empresa de ingeniería. Puolanne se involucró en política en 1969 cuando fue elegida en el Ayuntamiento de Lahti. Seis años después, fue elegida para el Parlamento de Finlandia en las elecciones de 1975 como miembro del Coalición Nacional. Sirvió como miembro del partido hasta 1991, y formó parte principalmente de los Comités de Banca y Finanzas.
Desde 1984 hasta 1986, Puolanne se convirtió en la dirigente del grupo parlamentario de la Coalición Nacional, convirtiéndose en la primera mujer en ocupare dicha posición. En 1987, fue nominada a ociupar el cargo de Viceministra de finanzas por detrás de Erkki Liikanen. Su primer objetivo fue una reforma fiscal, principalmente reduciendo el impuesto sobre la renta y ampliar la base impositiva del país. Se retiró de la política en 1991. Puolinen fue galardonada con la Medalla Lahti en 1995 y 2005, y en 2002 fue nombrada Ministra honoraria de Asuntos Políticos.